# Laage
Laage ist eine Stadt im Landkreis Rostock in Mecklenburg-Vorpommern (Deutschland). Sie ist Verwaltungssitz des gleichnamigen Amtes, dem weitere drei Gemeinden angehören, und bildet für ihre Umgebung ein Grundzentrum.

## Geografie

### Geografische Lage
Die Stadt Laage liegt zwischen den Städten Güstrow, Teterow und Rostock an einer natürlichen Furt im Recknitztal.
Westlich und östlich des Recknitz-Urstromtales verlaufen Endmoränenzüge. Der Kalte Berg ist mit 62 m ü. NHN die höchste Erhebung im Stadtgebiet. Westlich der Stadt befindet sich der Flughafen Rostock-Laage.

### Stadtgliederung
Das Stadtgebiet besteht aus der Kernstadt Laage und folgenden Ortsteilen:
|                                                   |                                                |                                             |                                              |                                              |
| - Alt Diekhof - Alt Rossewitz - Breesen - Diekhof | - Drölitz - Jahmen - Klein Lantow - Knegendorf | - Korleput - Kritzkow - Kronskamp - Liessow | - Lissow - Lissow-Bau - Lüningsdorf - Pölitz | - Schweez - Striesenow - Subzin - Weitendorf |

## Geschichte

### Name
Laage hieß 1216 Leon. Der ursprünglich altpolabische Name veränderte sich in Lawe (1257) und Laue (1306), dann wieder Lawe, schließlich 1622 in Lage (w wurde zu g) und 1726 in die heute übliche Schreibweise Laage. Das wendische Lave könnte übersetzt als Steg oder Brücke gedeutet werden; Laage also ist der Brückenort über die dort fließende Recknitz.

### Frühe Besiedlung
Schon in der Mittelsteinzeit, also 8000 v. Chr., waren hier Jäger, Sammler und Fischer in einer fruchtbaren Gegend ansässig. Auch Funde der Jungsteinzeit (um 4500 bis 1800 v. Chr.) und der Bronzezeit (1800–70 v. Chr.) sind in diesem Gebiet registriert worden. Ein Grabhügel bei Goritz bezeugt Funde aus der späten Bronzezeit. Vor deren Abzug in der Völkerwanderung war die Region von Germanen besiedelt.

### Mittelalter
Im frühen Mittelalter existierte eine slawische Burg und Burgsiedlung. Zur Überquerung der Recknitzniederung entstanden spätestens im 6. Jahrhundert befestigte Wege aus Bohlen und Schotter, dazu aus Findlingen. Insgesamt wurden 2015 fünf Überwege entdeckt, die jüngeren unter ihnen wurden zwischen 719 und 830 datiert, der jüngste in altslawischer Zeit.
Ende des 12. Jahrhunderts fand eine deutsche Besiedlung statt, und Laage wurde zu einer deutschen Burg am Übergang der Recknitz. 1216 fand Laage als Dorf seine erstmalige Erwähnung. Der Ort gehörte zur Herrschaft Werle. 1270 wurde Laage in einer Schenkungsurkunde von Fürst Nikolaus von Werle erwähnt. Hier war bis etwa 1500 der Sitz des Landvogts. Mitte des 13. Jahrhunderts wurde mit dem Bau einer frühgotischen Dorfkirche begonnen, die dann im 15. Jahrhundert ihren Turm bekam. 1309 (laut anderen Quellen 1271) wurde Laage als oppidum genannt, es hatte somit Stadtrecht. Die Stadt entwickelte sich durch die bedeutende Ost-West-Verbindung der via regia – der Königsstraße von Wismar nach Demmin – und einer Landstraße nach Rostock. Zum Schutz vor Raubrittern erhielt Laage im 14. Jahrhundert einen Wall mit Wallgraben. Mit Fürst Wilhelm starb das wendische Fürstentum Werle aus, und die mecklenburgischen Herzöge erbten auch Laage. Der Ort wurde Landstadt in Mecklenburg und war als solche eine der Städte im Wendischen Kreis, die bis 1918 auf mecklenburgischen Landtagen der 1523 vereinten Landstände vertreten waren.

### 16. bis 19. Jahrhundert
1569 ereignete sich ein großer Stadtbrand. Teile der Stadt, Kirche und Rathaus wurden Opfer der Flammen. Im  Dreißigjährigen Krieg verwüsteten kaiserliche Truppen 1638 Laage. Dann folgte die Pest, die nur fünf Einwohner überlebten. Kaum erholt kamen der Nordische Krieg und der Siebenjährige Krieg mit große Opfer erfordernden Einquartierungen von Soldaten. 1712 hatte Zar Peter der Große sein Quartier in Laage. 1759 folgte wieder ein Stadtbrand, bei dem 63 Häuser und 24 Scheunen niederbrannten.
Die Stadt erholte sich von den Kriegen. 1768 erhielt sie eine neue Stadtverfassung, die bis 1918 galt. Seitdem gab es nur noch einen Bürgermeister und zwei Senatoren. Das Bürgerkollegium bestand aus Sprecher, drei Viertelmännern und drei Deputierten.
1692 wurde eine Papiermühle und 1748 die Bockwindmühle auf dem Bullenberg gebaut. 1786 entstand die erste Apotheke des Chirurgus Hektor. 1814 besuchte Feldmarschall Gebhard Leberecht von Blücher die Stadt.
1829 wurde Laage durch den Bau der Chaussee Rostock-Neubrandenburg besser an das Verkehrsnetz angebunden. Nach der Gründerzeit zählte der Ort 1885 2345 Einwohner. Das Amtsgericht und eine Papiermühle wurden eingerichtet. Es folgte 1886 der Eisenbahnanschluss mit dem  Bahnhof Laage westlich des Stadtkerns. 1891 gründete sich eine Freiwillige Feuerwehr. Es entstanden eine Molkerei, die Gasanstalt (1905), das Wasserwerk und der Wasserturm (1926), und 1915 erhielt der Ort elektrisches Licht.

### Neuere Geschichte
In den 1920er Jahren wurden neue Wohnhäuser errichtet, u. a. in der Paul-Lüth-Straße, der St.-Jürgen-Straße, der Goethestraße und der Breesener Straße. Auch die Kanalisation wurde weiter ausgebaut.
Am 1. Mai 1945 marschierte die Rote Armee in Laage ein. Tags zuvor hatten ortsansässige Sozialdemokraten die zur Verteidigung errichteten Panzerbarrieren demontiert. Der kommissarische Bürgermeister, Otto Thode, ging den sowjetischen Truppen entgegen und verhinderte so Zerstörungen in Laage.
Kurz nach dem Einmarsch der Roten Armee, am 2. Mai 1945, nahm sich der bekannte Architekt Paul Korff zusammen mit seiner Frau das Leben. Auch Otto Thode wählte an diesem Tag mit seiner Frau und seiner Tochter den Freitod. Sie wurden in Gemeinschaftsgräbern auf dem Laager Friedhof beerdigt.
Nach dem Zweiten Weltkrieg verdoppelte sich durch den Flüchtlingsstrom die Einwohnerzahl.
Ende 1945 und Anfang 1946 wurden in Laage zehn Jugendliche (ab 16 Jahren) durch den sowjetischen Geheimdienst NKWD verhaftet und durch ein Militärtribunal wegen „feindlicher Einstellung zum Kommunismus und zur Roten Armee“ zu hohen Haftstrafen verurteilt. Sieben von ihnen kamen im sowjetischen Speziallager Sachsenhausen ums Leben. Die Gruppe wurde 1993 von der Generalstaatsanwaltschaft der Russischen Föderation rehabilitiert.
Das Milchzuckerwerk produzierte ab 1946 wieder. Landwirtschaftliche Produktionsgenossenschaften entstanden um 1950, und das Volkseigene Gut war von Bedeutung. Ein Freibad wurde errichtet und 1967 eine zweite Schule am neuen Sportplatz gebaut. Das Krankenhaus Breesener Straße wurde zum Landambulatorium.
Um 1980 wurde der Militärflugplatz erbaut. Das Jagdbombenfliegergeschwader 77 und das Marinefliegergeschwader 28 der Nationalen Volksarmee (NVA) waren seit 1984 mit Flugzeugen des Typs Suchoi Su-22 auf diesem Militärflugplatz bis zur Auflösung der NVA stationiert. Von 1979 bis 1988 entstand deshalb das Wohngebiet Kronskamp mit 850 Wohnungen in Plattenbauweise, u. a. für die in Laage stationierten Soldaten. Eine dritte Schule musste nun ebenfalls gebaut werden.

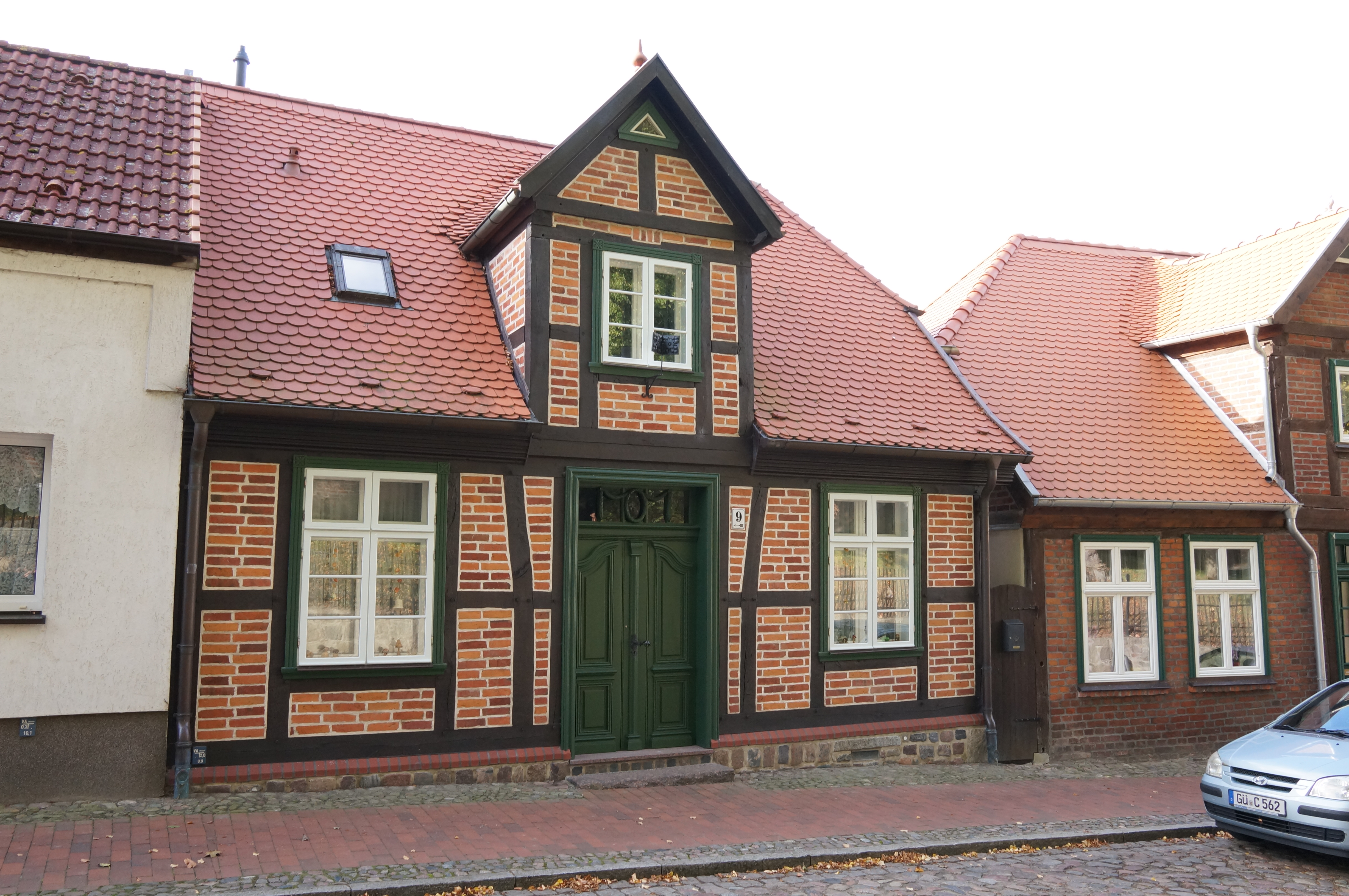
Saniertes Fachwerkhaus

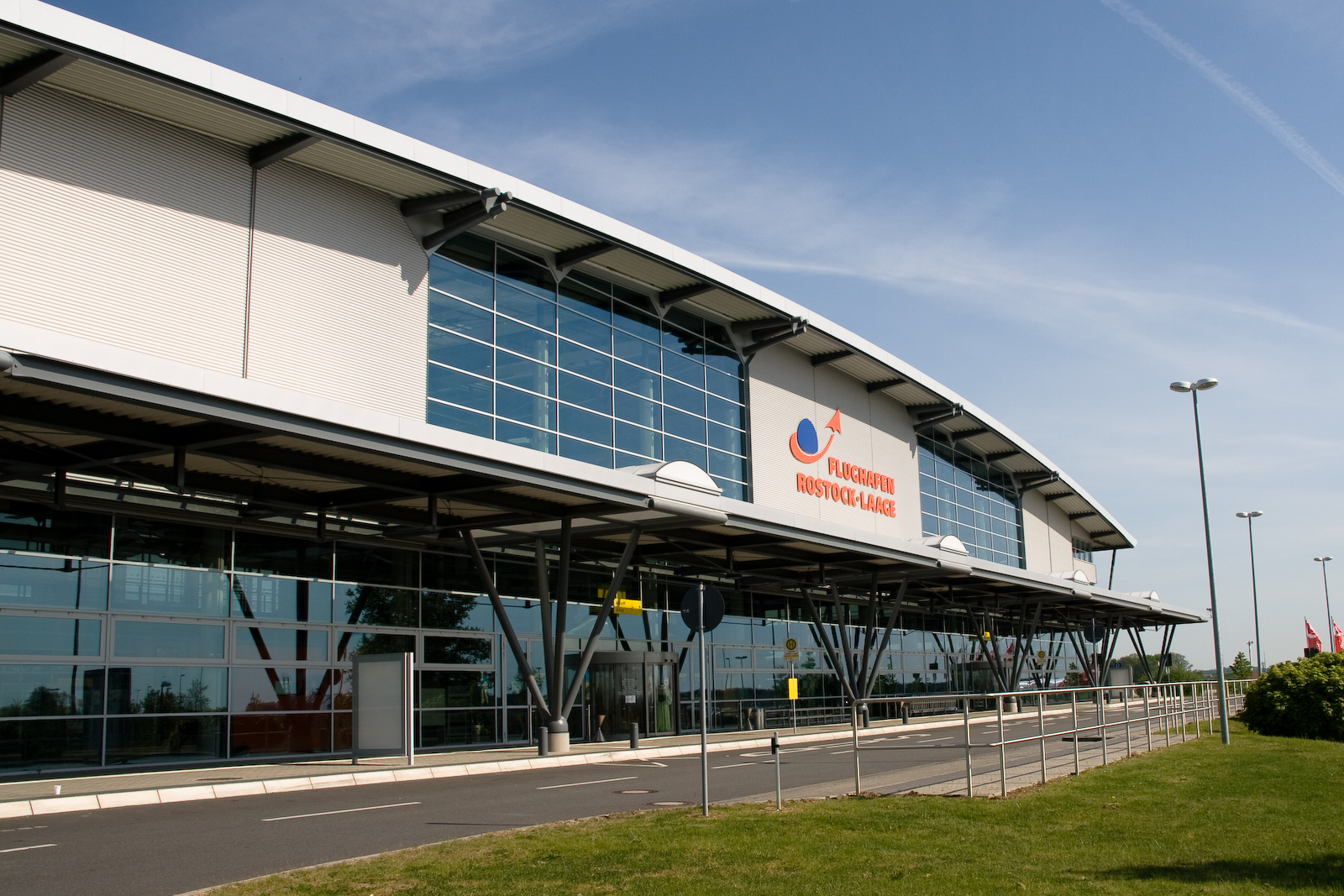
Flughafen Rostock-Laage

Nach der Wende wurde seit 1991 der historische Stadtkern mit seinem Rathaus und etwas später das einzige in Mecklenburg noch erhaltene Scheunenviertel im Rahmen der Städtebauförderung grundlegend saniert. Auch das Plattenbaugebiet wurde durch Abrisse und Aufwertungsmaßnahmen seit 1998 erheblich verbessert.
Der Militärflugplatz wird vom Jagdgeschwader 73 „Steinhoff“ der Bundeswehr weiterbetrieben und wurde nach 1994 parallel dazu zum zivilen Flughafen Rostock-Laage ausgebaut. 2018 nutzten den Flughafen rund 290.000 Passagiere.
Laage gehörte von 1952 bis 2011 zum Kreis Güstrow (DDR-Bezirk Schwerin / Land Mecklenburg-Vorpommern) und liegt seitdem im Landkreis Rostock.

### Geschichte der Ortsteile
Rossewitz: Im Mittelalter gab es hier eine Burg. Gutsbesitzer waren u. a. die Familien Nortman (bis 1450) und von Vieregg (bis um 1760); es war dann herzogliches Kammergut. Auf den Fundamenten der Burg entstand nach Plänen von Charles Philippe Dieussart zwischen 1657 und 1680 das frühbarocke Herrenhaus Rossewitz. Es gilt als erstes Barockbauwerk in Mecklenburg. Großherzog Friedrich Franz I. wohnte mehrfach im Schloss. Nach 1945 war es Flüchtlingsunterkunft. 1982 stürzte das Dach ein, und 1986 wurde ein Notdach errichtet. Seit 1993 fanden Sanierungsarbeiten statt.
Schweez ist ein Gutsdorf und war u. a. im Besitz der Familien von Hahn (bis 1771), Reichsgraf von Wallmoden-Gimborn (bis 1845), Graf von Bassewitz (bis 1913) und Graf von Schlieffen.
Weitendorf: Die Kirche stammt  aus dem 13. Jahrhundert, der obere barocke Turmaufsatz aus dem 18. Jahrhundert und der Barockpark von 1763.

### Eingemeindungen
Am 1. Juli 1950 wurden die bisher eigenständigen Gemeinden Breesen und Kronskamp eingegliedert. Liessow wurde am 13. Juni 2004, Weitendorf am 1. Juli 2006 und Diekhof am 26. Mai 2019 in die Stadt Laage eingemeindet.

## Bevölkerung
| Jahr | Einwohner |
| ---- | --------- |
| 1637 | 0005      |
| 1706 | 0066      |
| 1756 | 0513      |
| 1813 | 0925      |
| 1850 | 1828      |
| 1885 | 2345      |
| 1900 | 2548      |
| 1939 | 2924      |
| 1984 | 3884      |

| Jahr | Einwohner |
| ---- | --------- |
| 1990 | 6295      |
| 1995 | 6042      |
| 2000 | 5223      |
| 2005 | 5119      |
| 2010 | 5591      |
| 2015 | 5403      |
| 2020 | 6477      |

| Jahr | Einwohner |
| ---- | --------- |
| 2021 | 6450      |
| 2022 | 6549      |
| 2023 | 6555      |

ab 1990: Stand: 31. Dezember des jeweiligen Jahres
Der starke Anstieg der Einwohnerzahl 2020 ist auf die Eingemeindung von Diekhof im Jahr 2019 zurückzuführen.

## Politik

### Stadtvertretung
Die Stadtvertretung von Laage besteht aus 19 Mitgliedern. Die Kommunalwahl am 9. Juni 2024 führte bei einer Wahlbeteiligung von 60,6 % zu folgendem Ergebnis:
| Partei / Wählergruppe            | Stimmenanteil 2019 | Sitze 2019 |  | Stimmenanteil 2024 | Sitze 2024 |
| -------------------------------- | ------------------ | ---------- |  | ------------------ | ---------- |
| CDU                              | 35,7 %             | 7          |  | 24,9 %             | 5          |
| AfD                              | –                  | –          |  | 19,2 %             | 3          |
| FDP                              | 12,6 %             | 2          |  | 11,6 %             | 2          |
| SPD                              | 09,8 %             | 2          |  | 11,1 %             | 2          |
| Die Linke                        | 14,4 %             | 3          |  | 09,6 %             | 2          |
| Diekhofer Wählergruppe           | 11,1 %             | 2          |  | 08,7 %             | 2          |
| Wählergruppe Ortsteile Laage     | 16,4 %             | 3          |  | 07,9 %             | 2          |
| Einzelbewerber Michael Löbermann | –                  | –          |  | 02,1 %             | –          |
| Einzelbewerber Daniel Luppa      | –                  | –          |  | 01,5 %             | –          |
| Einzelbewerberin Annett Stern    | –                  | –          |  | 01,3 %             | –          |
| Einzelbewerber Andreas Dumke     | –                  | –          |  | 01,3 %             | –          |
| Einzelbewerber Maximilian Stern  | –                  | –          |  | 00,5 %             | –          |
| Einzelbewerber Jörg Plaumann     | –                  | –          |  | 00,3 %             | –          |
| Insgesamt                        | 100 %              | 19         |  | 100 %              | 18         |

Bei der Wahl 2024 entfielen auf die AfD vier Sitze. Da sie nur drei Kandidaten aufgestellt hatte, bleibt in der Stadtvertretung ein Sitz unbesetzt.

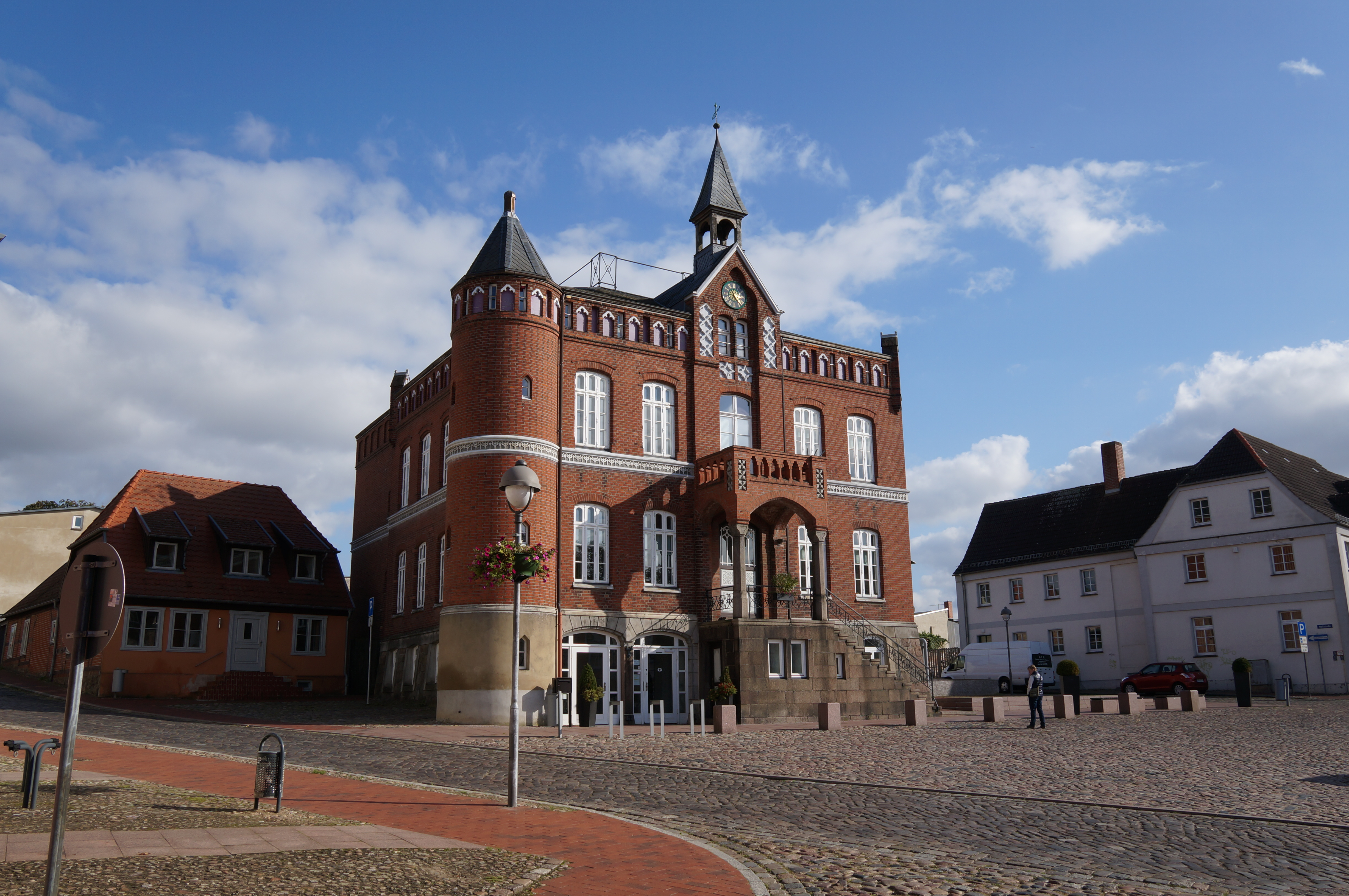
Rathaus

### Bürgermeister
- 1900–1936: Fritz Kähler
- 1936–1942: Paul Koop (NSDAP)
- 1943–1945: Otto Thode (NSDAP)
- 1945–1946: August Hanitz (KPD)
- 1946–1947: Richard Hübner (SED)
- 1947–1950: Heinrich Schlaack (SED)
- 1951–1954: Helmuth Lendner (SED)
- 1954–1955: Robert Bendlin (SED)
- 1955–1960: Fritz Gelhaar (SED)
- 1960–1975: Willi Serve (SED)
- 1975–1979: Annelore Bull (SED)
- 1979–1990: Eckhart Bomke (SED)
- 1990–1994: Wolfram Steinke (CDU)
- 1994–2010: Uwe Heinze (SPD)
- 2010–2017: Ilka Lochner (CDU)
- 2017–2023: Holger Anders (FDP)
- seit 2024: Christin Zimmermann (FDP)

Holger Anders wurde in der Bürgermeisterstichwahl am 8. Oktober 2017 mit 50,9 % der gültigen Stimmen gewählt. Er übte das Amt bis zu seinem Tod im September 2023 aus. In der Stichwahl am 7. April 2024 wurde Christin Zimmermann (FDP) mit 67,0 % der gültigen Stimmen als neue Bürgermeisterin gewählt. Ihre Amtszeit beträgt acht Jahre.

### Wappen
| Wappen der Stadt Laage | Blasonierung: „In Gold ein hersehender schwarzer Stierkopf mit geschlossenem Maul, ausgeschlagener roter Zunge, zwischen dessen silbernen Hörnern eine rote Lilie wächst.“ |
| Wappen der Stadt Laage | Wappenbegründung: Das nach dem Siegelbild des SIGILLVM CIVITATIS LAWE – als Abdruck erstmals 1353 überliefert – gestaltete und in der jetzigen Form im April 1858 festgelegte Wappen deutet mit dem für die Werler Linie des mecklenburgischen Fürstenhauses typischen Stierkopf auf den Herrn zu Werle als Stadtgründer und Stadtherrn. Da die Bedeutung der Lilie weitgehend unklar ist, verschwand sie im Laufe der Zeit aus den Siegelbildern der Stadt. Das Wappen wurde am 10. April 1858 vom Großherzog Friedrich Franz II. von Mecklenburg-Schwerin festgelegt, 1998 neu gezeichnet und unter der Nr. 5 der Wappenrolle des Landes Mecklenburg-Vorpommern registriert. |

### Flagge
Die Flagge wurde am 4. April 2016 durch das Ministerium des Innern genehmigt.
Die Flagge besteht aus gelbem Tuch und ist in der Mitte mit der Figur des Stadtwappens belegt, die zwei Drittel der Höhe des Flaggentuchs einnimmt: ein hersehender schwarzer Stierkopf mit geschlossenem Maul und ausgeschlagener roter Zunge, zwischen dessen silbernen Hörnern eine rote Lilie wächst. Die Höhe des Flaggentuchs verhält sich zur Länge wie 3:5.

### Dienstsiegel
Das Dienstsiegel zeigt das Wappen der Stadt mit der Umschrift • STADT LAAGE •.

## Sehenswürdigkeiten

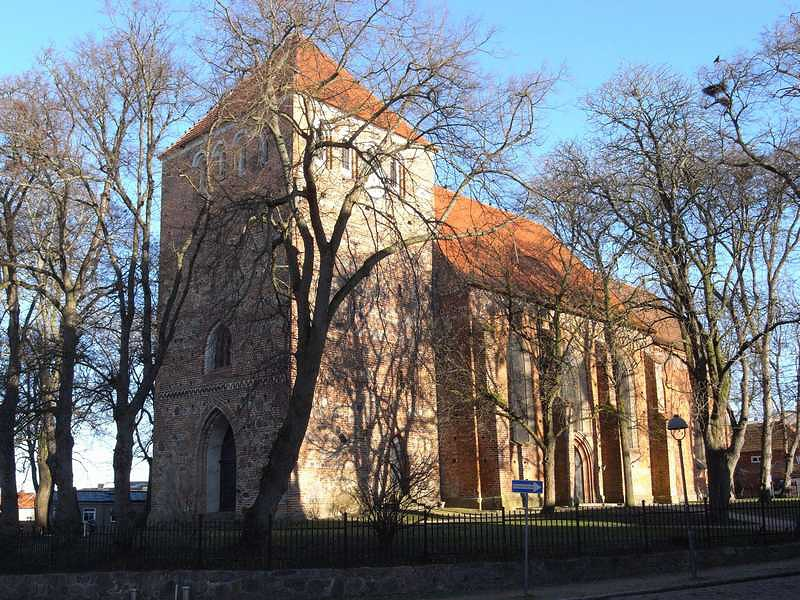
Stadtkirche

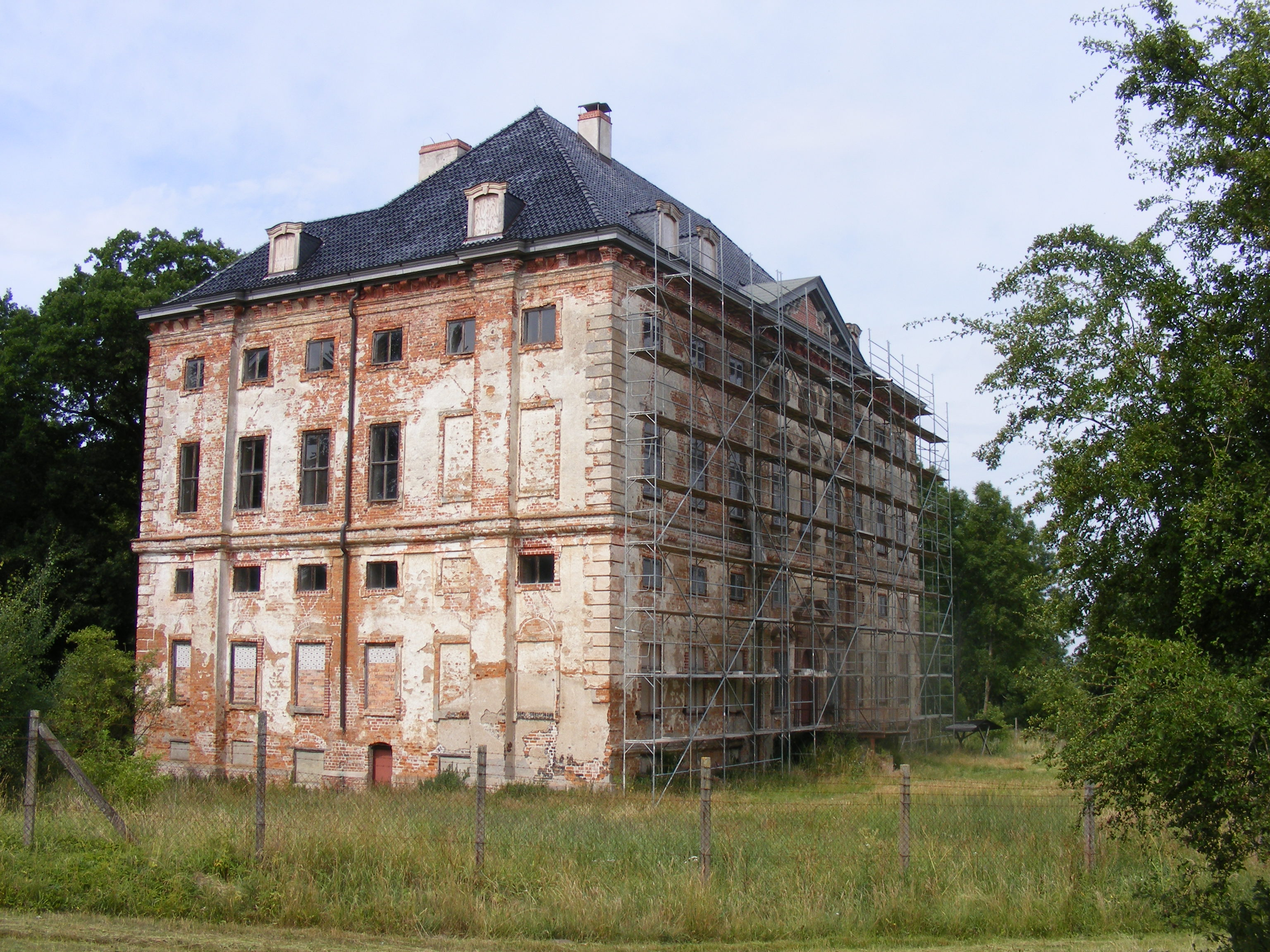
Herrenhaus Rossewitz

- Stadtkirche, romanisch/frühgotische dreijochige Hallenkirche aus Backsteinen und Feldsteinen, Baubeginn Mitte des 13. Jahrhunderts, massiver Westturm aus dem 14. oder 15. Jahrhundert. Innenausstattung: Decken der Gewölbe in den ersten beiden Schiffen aus Holz, Glasfenster mit Motiven der biblischen Geschichte, Kelch von 1603. Die Häuser um den Kirchplatz zählen zu den ältesten der Stadt. Das Pfarrhaus stammt aus dem späten 18. Jahrhundert.
- Neogotisches Rathaus Laage am Markt von 1876; saniert 1996–2000
- Ruine der Holländerwindmühle von 1792 auf dem Mühlenberg
- Scheunenviertel von 1875, zeigt Laages Entwicklung als Ackerbürgerstädtchen
- Apotheke von 1786 und weitere Fachwerkhäuser am Markt
- Fachwerkhaus Breesener Straße 21 vom Anfang des 19. Jahrhunderts, Geburtshaus Otto Intzes
- Stadtscheune, von um 1860/1880 am Pfendkammerweg; heute Begegnungsstätte und Heimatmuseum
- Villa Korff, von 1912, Architekt: Paul Korff
- Wasserturm im Pfendkammerweg, bis in die 1980er Jahre genutzt und heute Aussichtsturm am Recknitztal
- Denkmale für die Gefallenen von 1870/71 und 1914/18 und die Opfer des Zweiten Weltkriegs
- Ortsteil Weitendorf: Dorfkirche, Klassizistische Grabkapellen von 1816 bis 1845
- Ortsteil Kritzkow: Dorfkirche als mittelalterlicher Backsteinbau der Gotik, 1900 fast vollständig erneuert, Pfarrhaus als Fachwerkhaus des 19. Jahrhunderts
- Ortsteil Liessow: Herrenhaus Rossewitz von 1657 bis 1680, Erstbesitzer Generalmajor Heinrich von Vieregge, erste Renovierungsmaßnahmen 1993

## Verkehr
Laage liegt an den Bundesstraßen B 103 nach Güstrow und B 108 nach Teterow sowie an den Landesstraßen L 18 nach Tessin und L 39 nach Rostock.
Der Bahnhof Laage (Meckl) liegt an der Bahnstrecke Neustrelitz–Warnemünde. Hier verkehrt die S-Bahn Rostock mit der Linie S3 Rostock–Güstrow.
Westlich der Stadt befindet sich der Flughafen Rostock-Laage.

## Persönlichkeiten

### Söhne und Töchter der Stadt
- Franz Susemihl (1826–1901), Altphilologe
- Otto Intze (1843–1904), Wasserbauingenieur und Hochschullehrer
- Bernhard Riedel (1846–1916), Chirurg
- Paul Korff (1875–1945), Architekt
- Bernhard Beyer (1879–1966), Freimaurer
- Rolf H. Dittmeyer (1921–2009), Unternehmer
- Karlheinz Gieseler (1925–2010), Sportfunktionär, geboren in Schweez
- Axel Kaspar (* 1939), Dokumentarfilmer
- Frauke Weiß (* 1946), Politikerin (CDU)

### Mit Laage verbundene Persönlichkeiten
- Carl Beyer (1847–1923), 1875–1900 Pastor in Laage, Heimatschriftsteller
- Rudolf Sieger (1867–1925), Maler, lebte in Laage
- Friedrich Kähler (1873–1942), 1900–1936 Bürgermeister in Laage, Heimatschriftsteller
- Peter Kauffold (1937–2014), 1998–2002 Bildungsminister des Landes Mecklenburg-Vorpommern, lebte in Laage
- Joachim Gauck (* 1940), ehemaliger Bundespräsident, Vikar in Laage
- Karin Schmidt (* 1955), Politikerin (Die Linke), Lehrerin in Laage
- Ilka Lochner (* 1970), Politikerin (CDU), 2010–2017 Bürgermeisterin in Laage